# سابین وایس
سابین وایس (انگلیسی: Sabine Weiss؛ ۲۳ ژوئیهٔ ۱۹۲۴ – ۲۸ دسامبر ۲۰۲۱) عکاس اهل فرانسه بود که برندهٔ جوایزی همچون لژیون دونور (افسر) شده بود.